# La Bastide-Solages

La Bastide-Solages este o comună în departamentul Aveyron din sudul Franței. În 2009 avea o populație de 116 de locuitori.